# Celsus (Gegenkaiser)
Celsus war einer der sogenannten Dreißig Tyrannen in der Historia Augusta und angeblich Gegenkaiser zu Gallienus. Er gilt, wie manch anderer Usurpator in der Zeit der Reichskrise des 3. Jahrhunderts, als nicht historisch.
Der Historia Augusta zufolge lebte der ehemalige Militärtribun Celsus auf seinem Landgut in der Provinz Africa, als er sich von Vibius Passienus, dem Prokonsul von Africa, und Fabius Pomponianus, dem dux limitis Libyci, dazu überreden ließ, sich zum Kaiser zu proklamieren. Angeblich wurde er schon nach sieben Tagen von Galliena, einer Cousine des Gallienus, in Sicca im Westen des heutigen Tunesien ermordet und sein Leichnam den Hunden vorgeworfen.